# Ґедзеві
Ґедзеві, ґедзі, табаніди (Tabanidae) — родина двокрилих комах, імаго яких (тільки самиці) здебільшого є компонентом комплексу гнусу. На сьогодні у світовій фауні налічують близько 3 500 видів ґедзів. Численні в лісовій зоні, степах і пустелях, тримаються зазвичай по берегах річок і озер. Викопні ґедзі відомі з часу Олігоцену. Вагомий внесок у вивчення ґедзів зробив М. Г. Олсуф'єв.

## Опис
Довжина тіла — 0,8-3 см (залежить від виду). Ґедзі мають коротке компактне тіло і масивну голову з великими опуклими очима, що переливаються зеленим, червоним і фіолетовим кольорами, які утворюють плями та смуги.
Ротовий апарат — колючо-сисний. Деяких представників родини ґедзів можна вважати найбільшими двокрилими комахами, що мешкають у Центральній Європі. Влітку ґедзів можна спостерігати в багатьох місцях — в полі, на луках, лісовій галявині, вздовж доріг і поблизу водоймищ. Самиці особливо агресивно поводять себе перед настанням грози. Більшість видів ґедзів наближаються до жертви беззвучно, однак деякі види, наприклад, звичайна дощівка, сповіщають про себе глухим низьким дзижчанням. Бичачий ґедзь при польоті також видає гучне дзижчання.

## Розмноження
Шлюбний період залежить від виду; у Європі — влітку. Кількість яєць — від 100 до 1000. Інкубаційний період розвитку яйця — 1-3 тижні; час розвитку личинки залежить від ареалу. Дорослі ґедзі живуть недовго, проте добре помітні через свої розміри й поведінку самиць. Повний життєвий цикл ґедзя складається з декількох стадій і є досить тривалим.
Самиці ґедзів відкладають пакетики, що містять зазвичай по 100 —1 000 яєць, на вологу поверхню листя або частини водних рослин, що виступають над поверхнею води, у вологому ґрунті або в гнилій деревині. Видовжені білі яйця з часом темнішають. Через декілька тижнів з яєць на світ з'являються личинки. Личинки дощівок живуть у воді, а личинки бичачого ґедзя — у ґрунті на глибині до десяти сантиметрів. У личинок є все, що необхідно для виживання, тож личинкова стадія триває досить довго. Час розвитку личинок залежить від багатьох факторів: температури, вологості та наявності корму. При бідному раціоні личинка починає прясти кокон пізніше. Личинки ґедзів голодують протягом декількох місяців і так переживають зиму. У посушливих районах личинки рятуються від висихання, зариваючись у мул. Через певний час личинки готуються перетворитися на дорослих комах.
Облюбувавши сухий куточок, личинка пряде в ньому кокон. Стадія лялечки триває від одного до трьох тижнів. Після виходу з кокону комаха розправляє і сушить крила, а через три години вже може здійснити свій перший політ. Першими з коконів з'являються самці. Пізніше, коли виклюнуться самиці, самці збираються в рій і літають понад водою, вологими лугами й кронами дерев.
Самиці приєднуються до рою і паруються із самцями. Потім запліднені самиці летять на пошуки жертви, щоб насититися її кров'ю, яка їм вкрай необхідна. Через декілька днів самиці починають відкладати яйця.

## Поведінка
Самці живляться нектаром і пилком; самиці — кров'ю; личинки рослиноїдні або хижі, залежно від виду.
Тривалість життя: від 3 до 6 тижнів.

## Живлення
Усі ґедзі підтримують свою життєдіяльність, споживаючи їжу у рідкому стані — це нектар, рослинні соки або кров тварин. Нектар і рослинні соки забезпечують потреби у поживі для ґедзів обох статей. Цікаво, що деякі види ґедзів мають дуже довгі хоботки. Так, наприклад, хоботки індійського ґедзя навіть удвічі довші за тіло. Самці ґедзів живляться нектаром, цукристими виділеннями попелиць і червив.
Самиці деяких видів ґедзів також, як і самці, живляться соками рослин, але для розвитку запліднених яєць самицям необхідні речовини, що є присутні у крові ссавців. Все ж, люди помилково вважають, що всі ґедзі — це шкідливі кровосисні комахи.
Потреба у багатій на білок крові ссавця у самиці ґедзя виникає відразу ж після запліднення, оскільки з білку в її організмі утворюється життєво необхідний для зародків жовток. Як жертву самиці ґедзів вибирають, зазвичай, великих ссавців: велику рогату худобу, оленів, коней, рідше людину. Окремі види ґедзів живляться навіть кров'ю крокодилів і черепах.
Укуси самиць ґедзів досить болючі, тому що ці комахи мають дуже товсті хоботки і рана від укусу є чутливою. До речі, залежно від розміру, самиця висмоктує з ранки від двадцяти до двохсот міліграмів крові. Щоб ранка не затягувалася, самиця ґедзя вводить у неї слину, яка перешкоджає осіданню крові.
Самці ґедзів усіх видів живляться виключно рослинними соками.

## Зв'язок з людьми
Ґедзі — дуже поширені у світі кровосисні комахи. У великій кількості вони спроможні спричинити припинення польових робіт у денний час. Люди інколи вимушені працювати в полі вночі, щоб уникнути укусів цих набридливих комах. Місце укусу ґедзя набрякає й довго свербить. На відміну від ранки, що лишається після укусу комара, ранка, що виникає після нападу ґедзя, є досить глибокою. Ґедзі передають деякі інфекційні захворювання, зокрема, туляремію, лоаоз.

## Поширення
Ґедзі поширені всюди, за винятком пустель. Велика кількість видів сконцентрована в тропічних районах земної кулі. Ґедзі населяють майже всі види біотопів і скрізь докучають тваринам і людині. У деяких місцях їхня чисельність утримується в певних межах через посухи й невелику кількість тварин.

## Цікаво
- Ґедзь — найбільша двокрила комаха Центральної Європи, завдовжки до 2,5 см.
- Самиці ґедзів, які літають у пошуках жертви, передусім реагують на великі рухомі об'єкти, тому можуть нападати не тільки на худобу на пасовищах, але й на автомобіль, що їде зі швидкістю до 40 км/год.
- Самиці ґедзів можуть жалити людей, які пливуть у човні на відстані кількох сотень метрів від берега.
- Укуси ґедзів болючі, оскільки хоботки цих комах не просто проникають під шкіру, але також торкаються й нервових закінчень. Слина, що її вводить комаха в ранку, викликає сильне свербіння.
- Ґедзі нападають на дрібних ссавців, ящірок-варанів. Вони не гребують і трупами тварин в перші 2-3 доби після їхньої загибелі.